# Saccella
Saccella – rodzaj małży morskich należących do podgromady pierwoskrzelnych. Muszle tych małży mają kształt trójkątno-owalny. Do rodzaju Saccella należą następujące wymarłe i żyjące obecnie gatunki:
- Saccella acapulcensis (Pilsbry & Lowe, 1932)
- Saccella acrita (Dall, 1908)
- Saccella andrewi (Marwick, 1931) †
- Saccella arowhana (Marwick, 1931) †
- Saccella commutata (Philippi, 1844)
- Saccella duplicarina (Laws, 1939) †
- Saccella eburnea (G. B. Sowerby I, 1833)
- Saccella elenensis (G. B. Sowerby I, 1833)
- Saccella falcigera Marwick, 1965 †
- Saccella fastigata (Keen, 1958)
- Saccella hedleyi (Fleming, 1951)
- Saccella hindsii (Hanley, 1860)
- Saccella illirica (Carrozza, 1987)
- Saccella impar (Pilsbry & Lowe, 1932)
- Saccella laeviradius (Pilsbry & Lowe, 1932)
- Saccella maxwelli Beu, 2006
- Saccella motutaraensis (Powell, 1935) †
- Saccella onairoensis (Marwick, 1926) †
- Saccella pahiensis (C. A. Fleming, 1950) †
- Saccella penderi (Dall & Bartsch, 1910)
- Saccella probellula (Marwick, 1929) †
- Saccella redunca (Dell, 1950) †
- Saccella semiteres (Hutton, 1877) †
- Saccella taphria (Dall, 1897)
- Saccella tenellula (Bartrum & Powell, 1928) †
- Saccella waihiana (Powell, 1931) †
- Saccella waikohuensis (Marwick, 1931) †
- Saccella webbi Marwick, 1965 †